# MZ (mc)

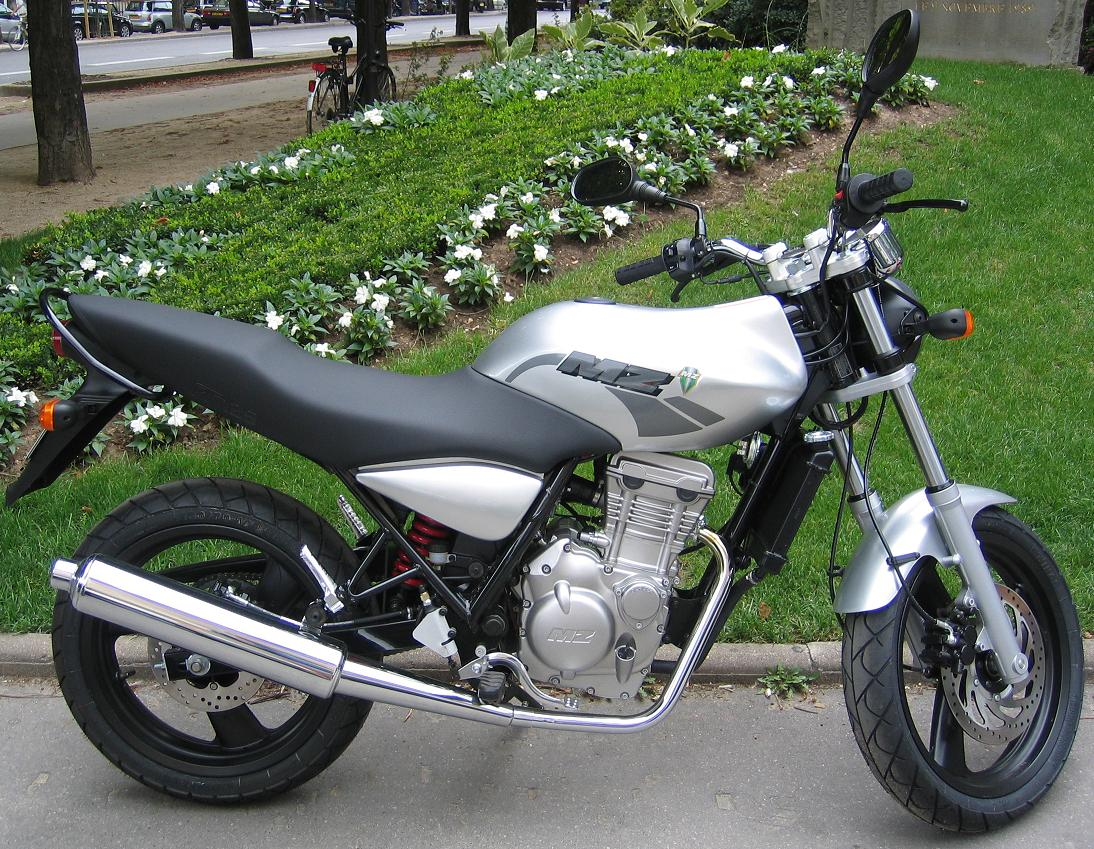
MZ RT 125

MZ, Motorrad- und Zweiradwerk GmbH är en tysk, före detta östtysk, motorcykeltillverkare med rötterna i det som var DKW. MZ ligger i Zschopau och förkortningen betydde ursprungligen Motorradwerk Zschopau. Under den östtyska tiden var MZ en del av fordonskombinatet Industrieverband Fahrzeugbau (IFA).